# Costanza (commedia)
Costanza (titolo originale: The Constant Wife) è una commedia brillante in tre atti dello scrittore e commediografo britannico William Somerset Maugham rappresentata per la prima volta il 29 novembre 1926 al Maxine Elliott's Theatre. Costanza Middleton, dopo aver appreso che il marito ha una relazione con la sua migliore amica, inizia a lavorare fuori casa e utilizza l'indipendenza economica per agire come il marito, prendendo cioè anche lei un amante. La commedia è stata rappresentata più volte anche in Italia a partire dal 1929 allorché venne messa in scena col titolo Ma Costanza si comporta bene?. 

## Trama
La vicenda si svolge a Londra, nella Central London, nell'elegante abitazione della famiglia Middleton ad Harley Street. All'inizio della commedia, Constance è una signora trentaseienne, affascinante, intelligente e padrona di sé, moglie di John Middleton, un affermato medico chirurgo. John, il marito di Constance, ha una relazione adulterina con Marie-Louise, la migliore amica di Constance. Constance è al corrente dell'infedeltà del marito, ma finge intenzionalmente di non aver alcun sospetto. Quando Mortimer Culver, il marito geloso di Marie-Louise, informa Constance dell'esistenza di relazione amorosa illecita fra i loro rispettivi coniugi, Constance riesce a proteggere sia il proprio marito che l'amica, neutralizzando con abili menzogne i sospetti di Mortimer. In seguito Constance confida alla propria madre e alla propria sorella Martha di aver saputo dell'infedeltà del marito fin dall'inizio, ma di non ritenere importante, nell'economia del matrimonio, la fedeltà del marito; al contrario, col matrimonio il marito acquista la fedeltà della moglie. Constance, che non svolge nessuna attività lavorativa, decide quindi di raggiungere la propria indipendenza economica ("l'unica vera forma di indipendenza"), e avvia con la sua amica Barbara Fawcett un'attività di arredamento. Il terzo atto si svolge un anno dopo: Constance ha avuto successo nell'attività lavorativa, mostra dapprima comprensione per il marito che le ha confidato le difficoltà nella sua relazione con Marie-Louise: Constance decide quindi di versare al marito del danaro per l'uso dell'abitazione e il proprio vitto nell'anno trascorso, annuncia infine al marito che partirà per una vacanza in Italia con Bernard Kersal, un suo antico spasimante col quale ha intenzione, ora che non dipende economicamente dal marito, di iniziare una relazione amorosa. John Middleton è sbalordito, manifesta indignazione, minaccia il divorzio; ma Constance rintuzza tutti gli argomenti del marito e lo costringe ad accettare l'insolito accordo prima che cali il sipario.

## Rappresentazioni
The Constant Wife fu rappresentata per la prima volta al teatro di Broadway Maxine Elliott's Theatre di New York il 29 novembre 1926, preceduta da una prova generale che si era svolta qualche giorno prima, il 1° novembre 1926, all'Ohio Theatre di Cleveland (Ohio). Interpreti di queste prime rappresentazioni furono: Ethel Barrymore (Constance Middleton), C. Aubrey Smith (John Middleton), Frank Conroy (Bernard Kersal), Mabel Terry Lewis (Mrs. Culver), Cora Witherspoon (Martha Culver), Verree Teasdale (Marie-Louise Durham), Jeannette Sherwin (Barbara Fawcett), Walter Kingsford (Mortimer Durham) e Thomas Braidon (Bentley). Nella prima edizione a stampa della commedia, del 1927, l'opera è dedicata dall'autore all'attrice Ethel Barrymore.
The Constant Wife fu rappresentata a Broadway 295 volte e fu successivamente fu portata in tournée con successo negli Stati Uniti (USA) sempre da Ethel Barrymore. La commedia venne rappresentata con successo anche al di fuori degli USA. Debuttò a Londra allo Strand Theatre il 6 aprile 1927, prodotto da Basil Dean e interpretato da Fay Compton, in un allestimento che ebbe settanta rappresentazioni. Fra le numerose riprese vanno ricordate le interpretazioni di Ingrid Bergman sia nel Regno Unito (Albery Theatre, settembre 1973) che negli USA (Shubert Theatre a Broadway nel 1975). 
Venne rappresentata in Italia già nella stagione 1928-29 allorché venne messa in scena dalla compagnia di Dario Niccodemi col titolo Ma Costanza si comporta bene? la cui prima si ebbe al Teatro Valle di Roma il 10 aprile 1929. Nello stesso 1929 apparve il film muto Charming Sinners sceneggiato da Doris Anderson, diretto da Robert Milton, interpretato da Ruth Chatterton, Clive Brook, William Powell e Mary Nolan.

## Edizioni a stampa
- (EN) The Constant Wife, New York, George H. Doran Company, 1926.
- Ma Costanza si comporta bene?: commedia in 3 atti di W. Somerset Maugham [The Constant Wife], Roma, Arte Stampa, 1929, SBN LIG0139866.
- Ma Costanza si comporta bene?: commedia in 3 atti di W. Somerset Maugham [The Constant Wife], traduzione di Goffredo Pautassi, Roma, Teatro delle Arti, 1945, SBN LIG0105223.
- (EN) The Constant Wife, in Selected plays of W. Somerset Maugham, Harmondsworth, Penguin books in association with Heinemann, 1963.

## Adattamenti

### Cinema
- Charming Sinners - film muto del 1929 diretto da Robert Milton e Dorothy Arzner (non accreditata)[8]
- Finden Sie, daß Constanze sich richtig verhält? - film tedesco del 1962 diretto dal regista britannico Tom Pevsner e interpretato fra gli altri da Lilli Palmer e Carlos Thompson (coniugi anche nella vita) e Peter van Eyck[9]

### Televisione
Un'edizione televisiva è stata trasmessa da Rai 2 l'11 giugno 1976 con la regia di Carlo Lodovici, interpretata da Paola Bacci, Silvano Tranquilli, Silvia Monelli, Milena Vukotic, Carlo Hintermann, Laura Carli, Mario Valdemarin, Vira Sflenti e Gualtiero Isnenghi. La commedia è stata trasmessa nuovamente su Rai 5 il 24 novembre 2024.